# 伊利沙伯中學舊生會湯國華中學
伊利沙伯中學舊生會湯國華中學（英語：Queen Elizabeth School Old Students' Association Tong Kwok Wah Secondary School）為香港一所津貼中學，位於元朗區天水圍新市鎮，於2005年創立，亦是全港最近期創立的全新津貼中學之一。

## 歷史
此校在2003年由伊利沙伯中學舊生會教育推廣機構向政府申辦，並於同年年內獲得受理，獲分配位於天水圍北的一所千禧校舍。
為感謝工業家湯國華及其家族對同系學校的貢獻，此校於2004年11月（即湯氏逝世前數星期）正式命名為「湯國華中學」。至2005年9月，此校正式開辦。
而自2011/12學年起，此校與同系小學結為「一條龍學校」。兩校學生可循內部抽籤程序，選擇入讀此校或伊利沙伯中學舊生會中學，不一定要參與統一派位。

## 校舍
此校為一所採用後期型設計的中學千禧校舍，樓高8層，佔地約8,000平方米，設30間課室及各種特別室，並與鄰近三所學校共用出入通道。校舍連同鄰近的潮陽百欣小學，均由其士（建築）承建，於2003年10月動工，至2005年完工。
值得一提的是，此校為全港最後一座狹義中學千禧校舍，其後興建的校舍主要為後千禧校舍。

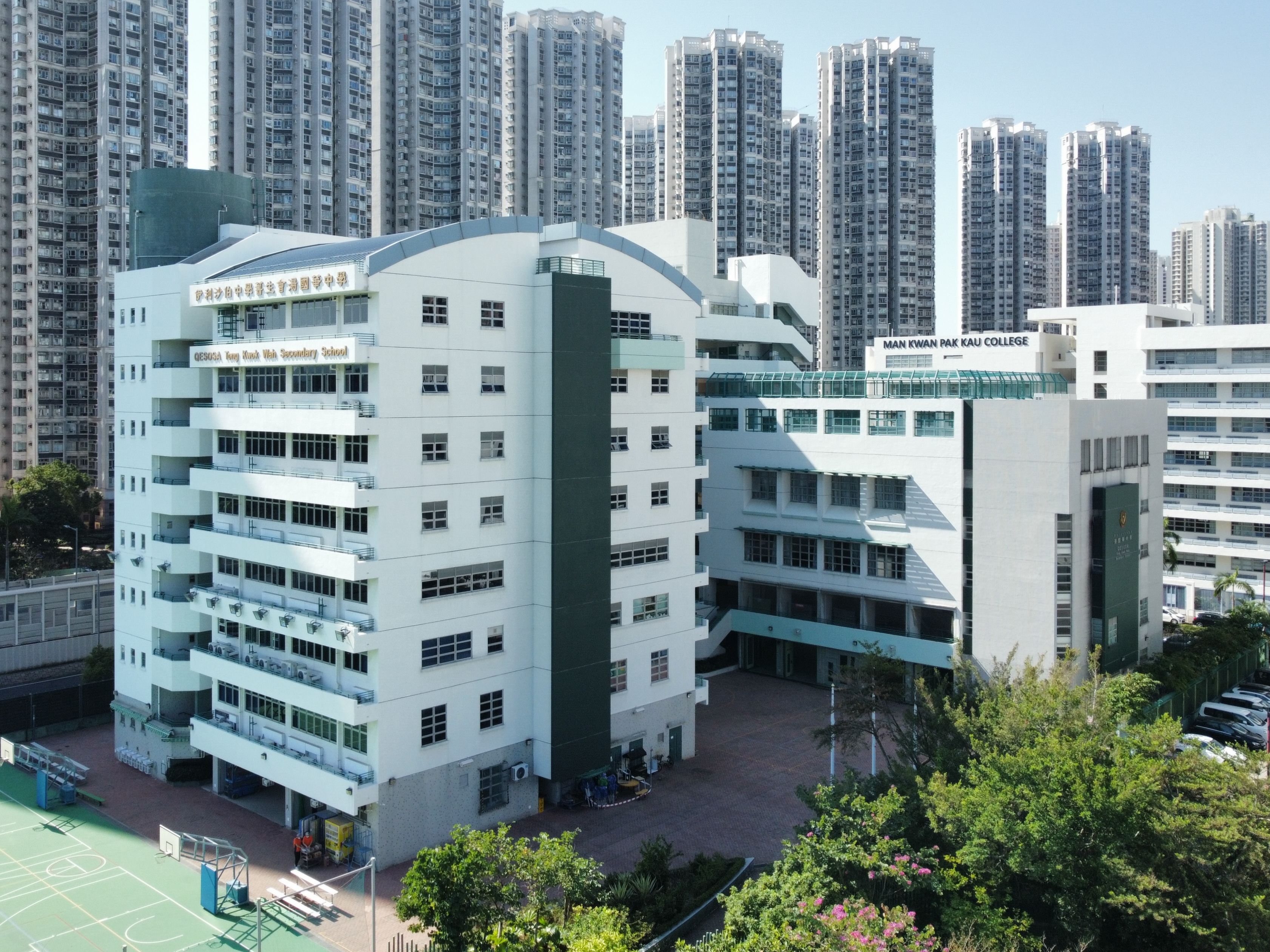
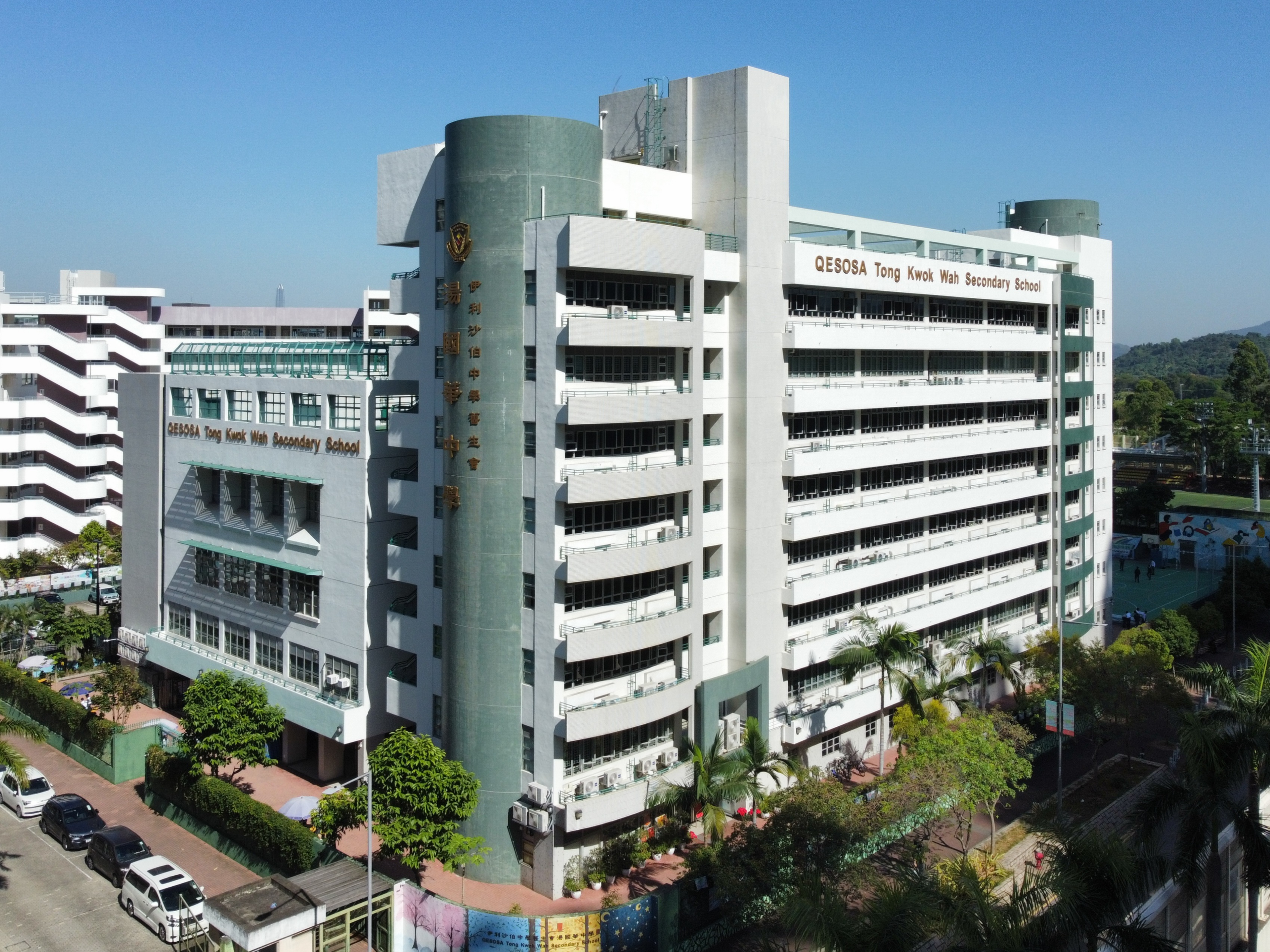
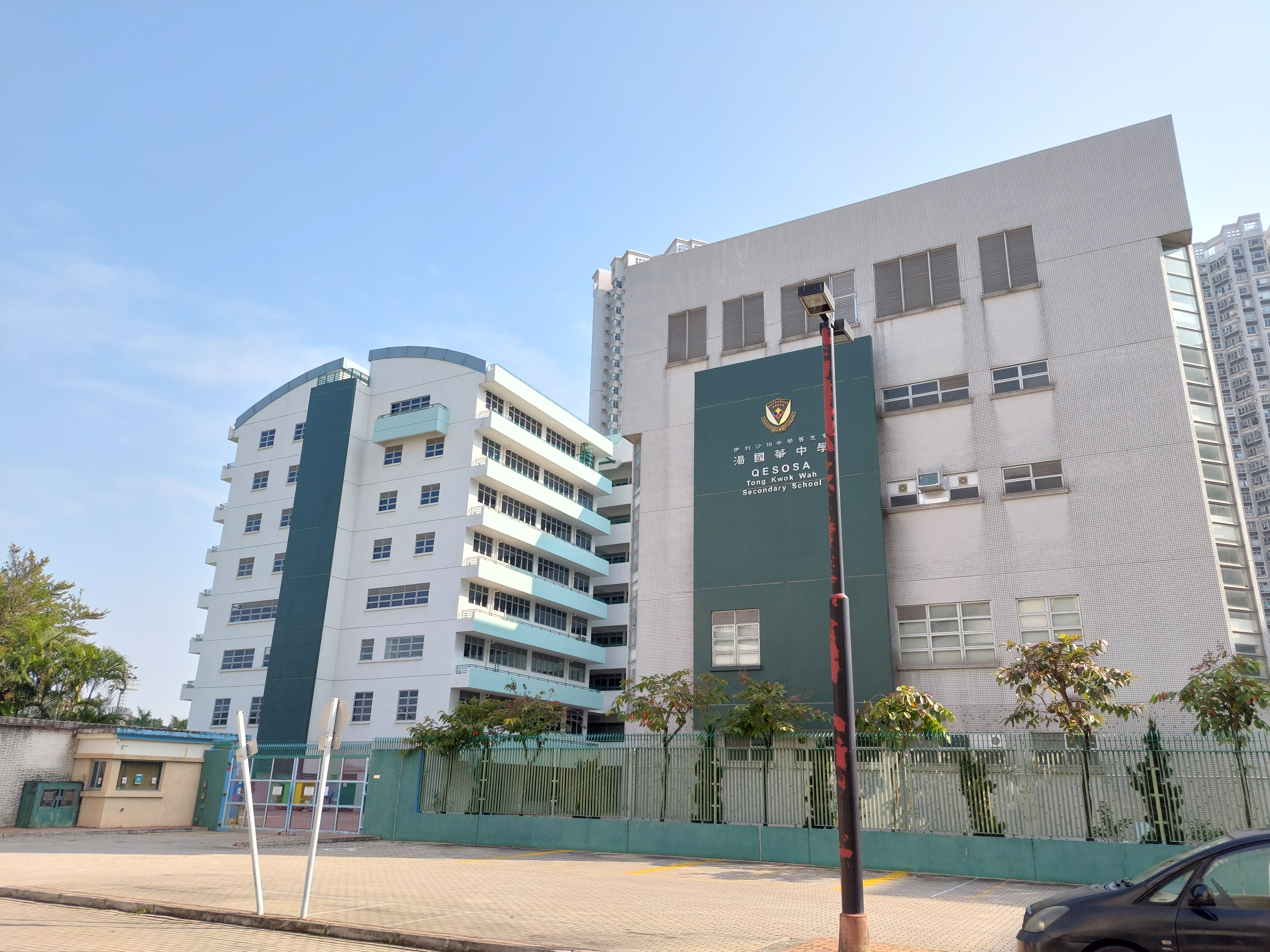

## 歷任校長
- 麥陳尹玲女士（2005年–2007年，原羅富國教育學院第13任院長及伊利沙伯中學舊生會中學創校校長）
- 姜遠群女士（2007年–2012年，後轉職可立中學）
- 朱國華先生（2012年–2022年；首兩年為署任校長，其後獲得真除）
- 温頴思女士（2022年起，現任校長）

## 學校成就
- 2015年，學校榮獲「2015香港校際賽艇錦標賽」女子組總冠軍。[9]
- 2018年，學校足球隊躋身「2018–2019年度全港學界精英足球比賽」，擊敗仁濟醫院董之英紀念中學及喇沙書院，最終獲得殿軍。[10]
- 2019年，學校奪得「2019–2020新界地域中學校際七人欖球比賽」亞軍。[11]
- 2022年，該校中六學生陳祉霖代表香港前赴希臘出戰「2022世界女子青年沙灘手球錦標賽」。[12]
- 2023年，該校聯同香港樹仁大學及香港考古學會，推出「香港文物及博物館學生導賞員計劃」，以推動中華文化傳承。[13]
- 2023年，學校奪得「全港中學七人學界欖球賽」男子甲組冠軍。[14]
- 2023年，學校獲得「香港學界無人機足球公開賽2023」一等獎。[15]
- 2023年，學校於「香港義工獎2023」中獲頒「傑出愛心學校獎」及「賽馬會眾心行善愛心學校」，以肯定學校持續參與組織義工活動，培育學生助人精神，及在服務學習規劃上的努力與付出。[16]
- 2024年，學校於半島青年商會主辦的第二屆「與未來對話 明日保育領袖」保育活化倡議比賽，以「大包米訊號塔保育及活化倡議方案」獲得冠軍。[17]
- 2025年，學校憑中四級學生研發AI「阿樂」，助長者身心健康，勇奪Samsung Solve for Tomorrow 2024-25冠軍。[18]

## 軼事及事件
- 2021年6月4日，此校一名學生確診2019冠狀病毒病，導致學校需要暫停面授課堂14日[19]。
- 2022年6月21日晚上，中電位於元朗山貝河的高壓電纜橋發生爆炸，導致天水圍等地區停電。而由於天水圍北一帶需要較長時間才完成電力搶修工作，包括此校在內的14間當區學校翌日需停課一天[20]。

## 姊妹學校
- 四川省内江市第六中學
- 珠海市第十一中學
- 湖北省武漢市漢南第一中學
- 廣東省佛山市南海區大瀝高級中學
- 青島西海岸新區第六初級中學

## 註解
1. ↑  2021/22年度[1]
2. ↑  2021/22年度[2]
3. ↑  另一所為同區的金巴崙長老會耀道中學。
4. ↑  即伊利沙伯中學舊生會小學及伊利沙伯中學舊生會小學分校。
5. ↑  包括潮陽百欣小學、萬鈞伯裘書院及香港青年協會李兆基書院。
6. ↑  而最後一座中學千禧校舍為沙田崇真中學，於2011年完工，但細部設計有較大改動。

## 外部連結
- 伊利沙伯中學舊生會湯國華中學官方網頁

22°27′45″N 114°00′23″E / 22.462476°N 114.006436°E